# Psycho Tropical Berlin
| Оценки критиков  | Оценки критиков |
| Источник         | Оценка          |
| ---------------- | --------------- |
| Beats Per Minute | 81%             |
| Consequence      | C+              |
| Drowned in Sound | [ 3 ]           |
| NME              | [ 4 ]           |

Psycho Tropical Berlin — дебютный студийный альбом французской группы La Femme. Он был выпущен 8 апреля 2013 года под лейблом Barclay Records.

## Список композиций
| №   | Название                      | Длительность |
| --- | ----------------------------- | ------------ |
| 1.  | «Antitaxi»                    | 4:09         |
| 2.  | «Amour Dans Le Motu»          | 4:39         |
| 3.  | «La Femme»                    | 3:02         |
| 4.  | «Interlude»                   | 2:39         |
| 5.  | «Hypsoline»                   | 3:15         |
| 6.  | «Sur La Planche 2013»         | 3:47         |
| 7.  | «It's Time To Wake Up (2023)» | 6:52         |
| 8.  | «Nous Etions Deux»            | 6:07         |
| 9.  | «Packshot»                    | 2:55         |
| 10. | «Saisis La Corde»             | 5:30         |
| 11. | «Le Blues De Françoise»       | 4:36         |
| 12. | «Si Un Jour»                  | 2:38         |
| 13. | «La Femme Ressort»            | 5:23         |
| 14. | «Welcome America»             | 2:26         |

## В поп-культуре
- Трек «Sur la Planche» был использован в рекламном ролике Renault Captur.[6]
- Трек «Sur la Planche» был использован во французском сериале «На зов скорби», первый сезон, третий эпизод.
- Трек «Hypsoline» звучит в титрах фильма ужасов «Париж: Город мёртвых».
- Трек «Si Un Jour» звучит в финальных титрах сериала от Netflix «Lovesick».
- Трек «La Femme Resort» был использован в короткометражном фильме «Crème Caramel».[7]
- Трек «La Femme» был саундтреком к показу мод Saint Laurent Paris осень/зима 2015/2016.[8]